# Kel-Tec P-32半自動手槍
Kel-Tec P-32是一款由槍械設計師喬治·凱爾格倫所設計、美国佛罗里达州可可市槍械公司Kel-Tec數控工業公司所生產的袖珍型半自動手槍，在1999年對民用市場推出，設計定位是用作平民和執法人員的隱蔽攜帶式後備槍械，發射.32 ACP（7.65×17毫米白朗寧短彈）口徑手枪子彈。

## 設計
P-32由1991年時創辦的Kel-Tec數控工業公司在美国佛罗里达州可可市生產，P-32的槍管長度為68毫米（2.7英吋）。該槍的所有邊緣圓潤平滑渡過，並無會鉤掛在衣服以上旳突出物，以便快速出槍。
P-32以白朗寧研製的槍管短行程後座原理和閉膛待擊操作。

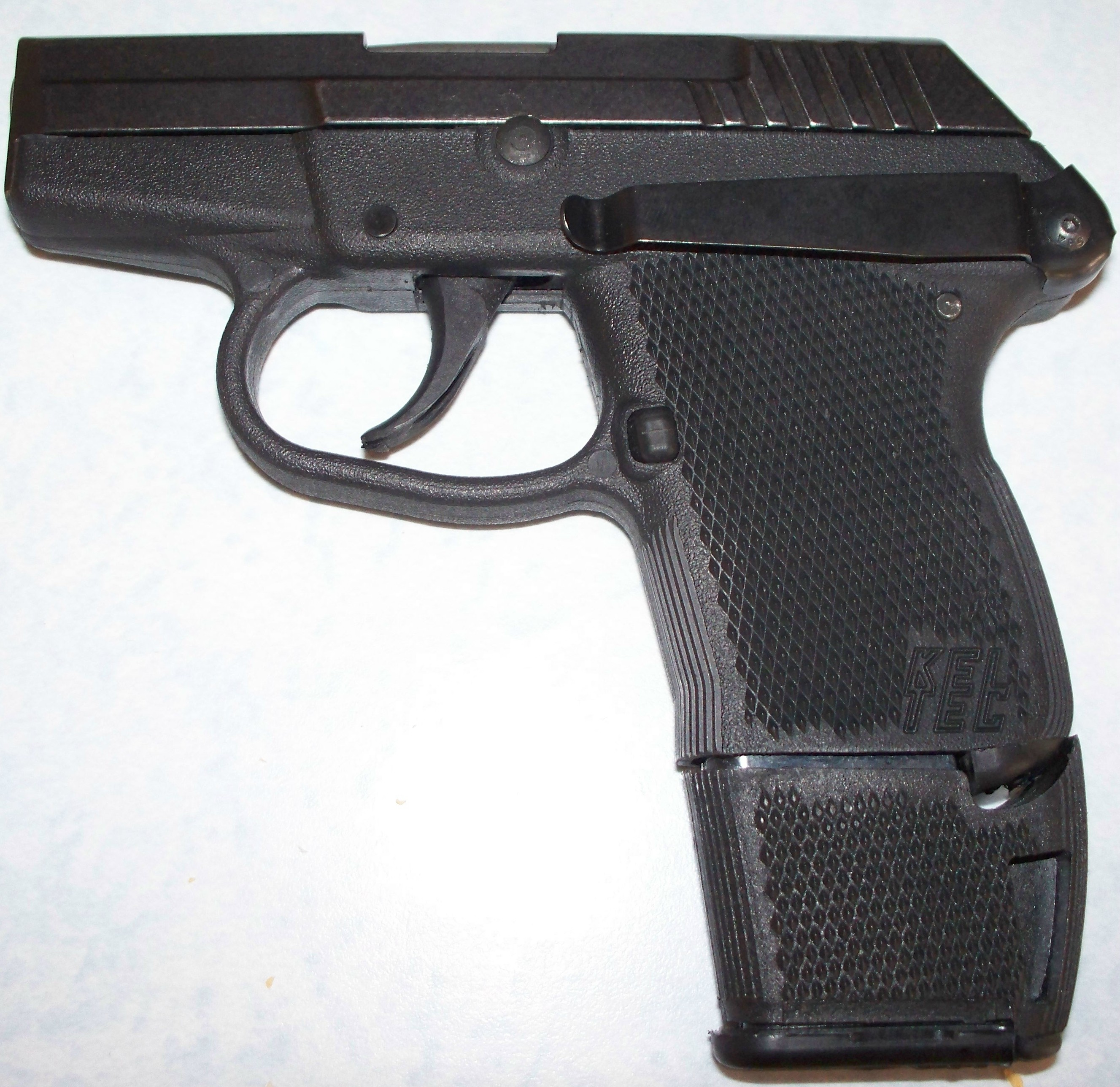
裝上原廠10發延長彈匣的Kel-Tec P-32。

與概念上的左輪手槍類似的是，P-32並無手動保險裝置，而需要依靠長行程的雙動操作扳機和內部擊錘擋塊，以提供安全的操作方式。該手槍符合運動武器及彈藥製造商協會（簡稱：SAAMI）的準則，即使跌落地上亦不會走火。P-32已經在H·P·White實驗室通過了廣泛的運動武器及彈藥製造商協會防掉落測試，當中包括達到軍用規格的防掉落測試。該槍必須以物理手段（手指）扣動扳機以使其擊發。
P-32由可拆卸式單排彈匣供彈，彈匣容量為7發（膛室可以安全地裝填及攜帶1發，這樣一來全槍為8發），插進握把以內；此外還有10發容量的原廠延長彈匣。彈匣釋放按鈕位於握把左側。該槍亦具有無彈後定，當發射彈匣內最後一發子彈以後，套筒保持開放裝置會將套筒鎖定後方並且開放拋殼口。
P-32由以下的材料所製成：用於製成槍管和套筒的SAE 4140軍械鋼；用於製成容納擊發機構的內部底把的7075-T6鋁合金（由固體鋁塊所加工製成）；以及用於製成方格狀握把、外部底把和扳機的杜邦ST-8018耐超高衝擊聚合物。套筒有烤藍、磷化、鍍鉻等不同的表面處理形式。

## 資料來源
1. 1 2 3 4 5 6  . Kel-Tec數控工業公司（英语：Kel-Tec）.   [2018年3月27日]. （原始内容存档于2019年1月23日）.
2. ↑  Hogg, Ian; Walter, John. . David & Charles. 2004-08-29: 188. ISBN 0-87349-460-1.
3. ↑  Eimer, Bruce N. . Iola, Wisconsin: Krause Publications. 2012-06-07: 111–113. ISBN 1-4402-3002-1.
4. ↑  Ayoob, Massad. . Iola, Wisconsin: Gun Digest Books. 2012: 12. ISBN 1-4402-3423-X. “今天，像Seecamp那樣的小型.32自動手槍，北方美國武裝衛士以及不可抗拒、纖細輕巧的Kel-Tec P32已經走進了許多警員和武裝平民身邊的後備位置。”（"Today tiny 32 autos like the Seecamp, the north american Arms Guardian and the irresistibly slim and light Kel-Tec P32 have found their way into the backup position on the bodies of many police officers and armed citizens alike."）
5. 1 2  . Kel-Tec CNC Industries Inc.   [2018-03-28]. （原始内容存档于2008-07-30）.
6. 1 2 3  Staff. . Gun tests. 2004  [2018-03-28]. （原始内容存档于2017-03-30）.

## 外部連結
- （英文）—Kel-Tec CNC Industries* （英文）— （页面存档备份，存于）
- （英文）—Kel-Tec Owners Group （KTOG）
- （简体中文）—D Boy Gun World（槍炮世界）—Kel-Tec P-32袖珍手枪 （页面存档备份，存于）